# Рудольфсгайм-Фюнфгаус
Рудольфсгайм-Фюнфгаус (нім. Rudolfsheim-Fünfhaus) — п'ятнадцятий район Відня. Приєднаний до міста в 1890, а сучасні межі встановлені в 1938 році.
Рудольфсгайм-Фюнфгаус межує з Нойбау і Маріагільфом на сході, Майдлінгом і Гітцінгом на півдні, Пенцінгом на заході і Оттакрінгом на півночі. В районі розташований Вестбангоф (букв. «західний вокзал») — один із трьох головних вокзалів Відня.
48°12′03″ пн. ш. 16°19′12″ сх. д. / 48.20083° пн. ш. 16.32000° сх. д.
| Австрія | Це незавершена стаття з географії Австрії. Ви можете допомогти проєкту, виправивши або дописавши її. |